# Cladonota gracilis
Cladonota gracilis är en insektsart som beskrevs av Albino Morimasa Sakakibara 1971. Cladonota gracilis ingår i släktet Cladonota och familjen hornstritar. Inga underarter finns listade i Catalogue of Life.